# Planeur-école

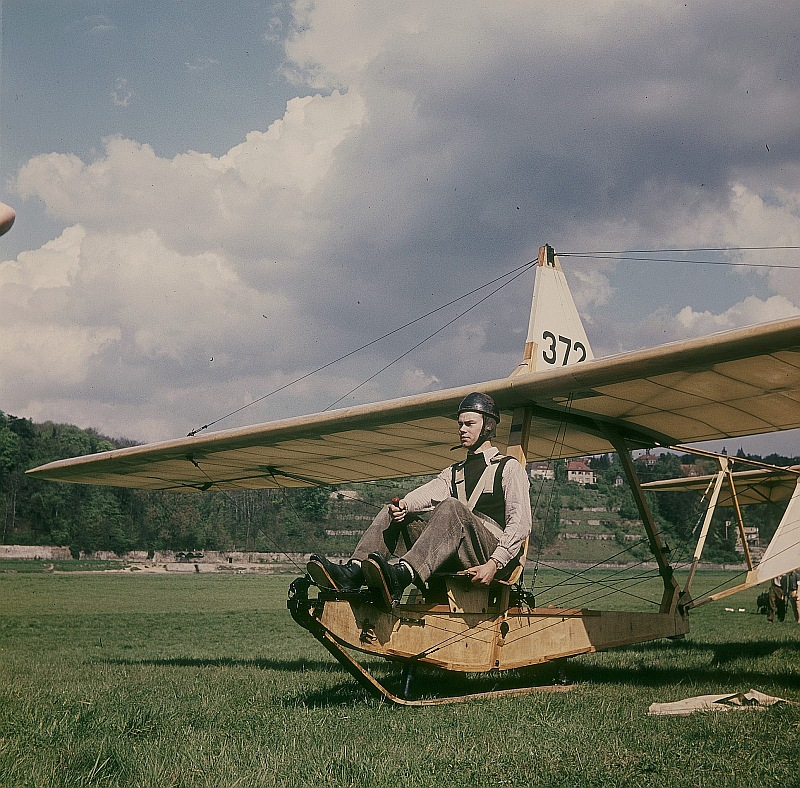
Planeur-école SG-38 Schulgleiter

Les planeurs de début ou planeurs-école sont une catégorie de planeurs monoplaces sur lesquels les élèves-pilotes apprenaient à voler aux débuts du vol à voile. Ils connaissent une popularité mondiale dans les années 1920 et 1930, en tant que moyens simples et peu coûteux d'apprendre à voler.
Construits en bois, câbles métalliques et toile, généralement sans cockpit ni instruments, les planeurs-école sont légers, faciles à piloter et à réparer.

## Opérations
La formation sur planeur-école monoplace commence par des exercices pour garder les ailes droites, face au vent. Au début le planeur est lancé au sandow sur un pré légèrement en pente afin que l'élève pilote puisse planer sur quelques mètres. Les hauteurs atteintes sont très faibles, si bien qu'une erreur de pilotage n'a pas de trop grandes conséquences.
Au fil des progrès, les élèves peuvent réussir le brevet C (un vol de plus de trente secondes). puis le brevet B (un vol de plus d'une minute avec deux virages en S). Ces épreuves relativement simples relèvent du simple vol plané et ces planeurs ne permettent guère de passer au vol à voile proprement dit qui comprend la notion d'exploitation des ascendances (La trainée provoquée par le pilote à l'air libre, les éléments du fuselage non carénés et le réseau de câbles raidisseurs, ajoutée au faible rendement d'une aile de trop faible allongement donnent un taux de chute minimum d'environ deux mètres par seconde et qui augmente rapidement dès que la vitesse augmente,).
Par ailleurs, les planeurs de début sont conçus pour être stables et possèdent des gouvernes sous-dimensionnées pour éviter que les élèves ne se mettent dans des positions dangereuses ce qui les conduit à prendre l'habitude d'amples coups de manche qu'il devront perdre sur des planeurs raisonnablement maniables.
La suite de la progression doit donc se faire sur des planeurs d'entraînement comme le Prüfling ou le Falke munis d'ailes un peu plus élaborées. Le réseau des câbles de haubanage est remplacé par des haubans rigides et des gouvernes efficaces donnent un pilotage plus conventionnel.

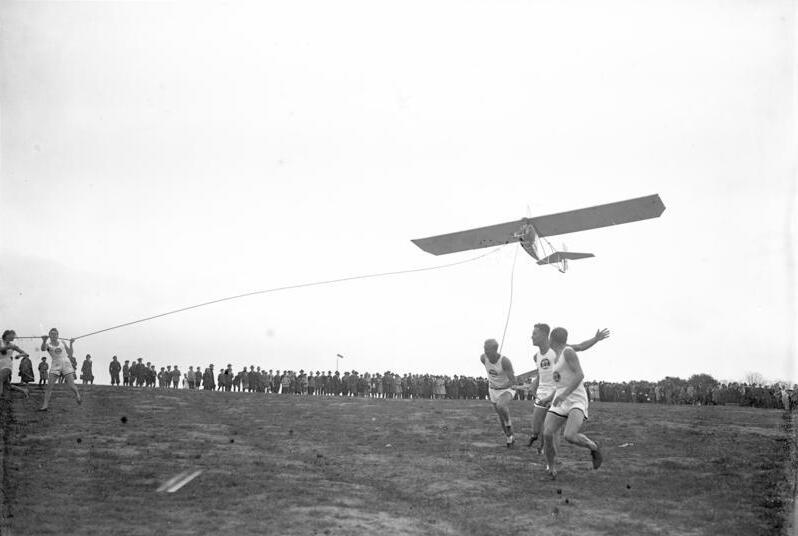
Lancement au sandow d'un planeur dans les montagnes de Gatow

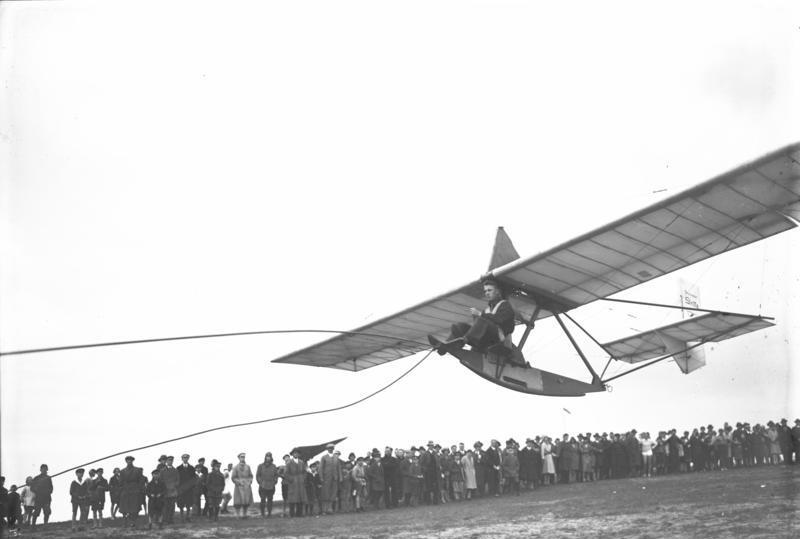
Lancement au sandow d'un planeur dans les montagnes de Gatow

Les planeurs-école étaient conçus pour que les aéroclubs puissent facilement les construire eux-mêmes et surtout pouvoir les réparer eux-mêmes rapidement en cas d'avarie.
Cette méthode d'école sur monoplaces dite "méthode allemande" a pratiquement été abandonnée après la seconde Guerre mondiale avec la généralisation de la "méthode de salon" ou élève et instructeur sont installés dans un planeur biplace à double-commandes.

## Lancement
Les planeurs de début étaient généralement lancés au sandow depuis une pente, un cordon élastique en caoutchouc étant disposé en "V" avec le planeur à l'apex. Chaque extrémité était tendue à la force de plusieurs assistants, le planeur étant retenu au sol, et quand la tension devenait suffisante on relâchait le planeur pour le lancer.
Certains planeurs-école ont été modifiés pour pouvoir être lancées par remorquage ou par auto. Le décollage à pied, en roulant, ou depuis des rampes au bord de falaises a également été pratiqué.

## Versions modernes
Les versions modernes des planeurs-école sont toujours construits[réf. nécessaire], mais, bien qu'ils ressemblent beaucoup aux originaux en apparence, ils sont généralement construits avec des composites et des améliorations de sécurité.

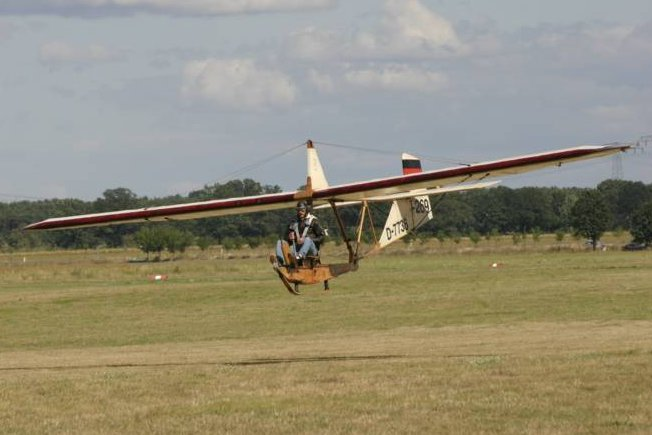
Planeur-école SG-38 Schulgleiter

## Exemples de planeurs de début
- Antonov A-1, (1932)
- Avia 152a
- Bonomi B.S. 16 Allievo Bonomi (it)
- Cessna CG-2
- Cloudcraft Dickson Primary
- Detroit G1 Gull
- Elliotts Primary EoN
- Grunau 9 (de) Schädelspalter, (1929)
- Høgslund/Traugott-Olsen 2G (de), (1946)
- Hol's der Teufel
- Honza
- Jongblood Primary
- Manuel VI Primary
- Mösch
- Northrop Primary
- Payne I.C.1
- Primary EoN AP.7
- PZL Bielsko IS-A (de) Salamandra, (1946)
- Reynard R.4 Primary (en)
- RRG-Zögling RRG-1, Zögling 31 et Zögling 35
- Rubik R-16 Lepke
- Sands Replica 1929 Primary Glider (en)
- Schweizer SGP 1-1 (en)
- SG-38 Schulgleiter (1938)
- Slingsby Primary Dagling, (1930)[8]
- Šoštarić Vrabac (en)
- Stamer Lippisch Zögling[9]
- Warsztaty Szybowcowe Wrona
- Slingsby Grasshopper (en)
- Zlín Z-23 (de)
- Zögling